# Càntir d'oli
El Càntir d'oli o càntir per oli o setrill de fang és una peça tradicional de la terrisseria catalana, documentada des de l'edat mitjana.
En la seva morfologia d'atuell gairebé esfèric amb una breu base plana, destaca l'orifici amb bec vertedor, a vegades amb prou feines apuntat, que serveix d'entrada i sortida de líquids. Pel seu ús i funció queda associat a altres recipients per oli com la alcuza i la perula andalusa, encara que també es donen referències de la seva utilització com a terrissa d'aigua.
El càntir d'oli és una peça comuna en la geografia alfarera del territori català i el seu entorn. Emmarcada dins de l'ampli i variat grup del càntir català, aquesta curiosa peça amb més de cinc segles d'existència continua fabricant-se en obradors de les quatre províncies, si bé el seu públic ha passat a ser el turista visitant, el curiós o el col·leccionista.